# Amministrazione sanitaria
L'amministrazione sanitaria o management sanitario è una disciplina giuridico-economica relativa agli studi di direzione aziendale applicati alle istituzioni e alle aziende sanitarie sia pubbliche che private. Sotto il profilo culturale si tratta di una categoria di studi specialistici della Scienza dell'amministrazione.
La formazione dei professionisti in questa disciplina, chiamati «amministratori sanitari» (inglese: health administrators o healthcare administrators o health managers) è generalmente organizzata mediante corsi di specializzazione e master universitari specifici presso le facoltà di Giurisprudenza, Economia e Management.

## Basi, finalità e metodi
La gestione sanitaria si basa sulle teorie delle scienze della pubblica amministrazione e dell'economia aziendale. Il suo obiettivo principale è di definire, perseguire e controllare l'adeguazione tra l'accesso, i costi e la qualità dei servizi sanitari, tenendo conto delle esigenze del servizio pubblico.
L'amministrazione sanitaria integra i principali metodi della gestione aziendale adattandoli alle circostanze particolari del settore sanitario. Si tratta, ad esempio, di definire gli obiettivi aziendali in modo quantitativo e misurabile, di definire e razionalizzare i processi aziendali, di migliorare la struttura organizzativa, di eseguire il controllo dei costi, di ottimizzare l'uso delle risorse umane e finanziarie, e di sviluppare sistemi specifici di gestione della qualità. Per quanto riguarda le aziende sanitarie, quest'ultima ha una dimensione ampia che va oltre l'esecuzione corretta degli interventi medici: anche la rapidità dell'accesso e la prossimità costituiscono dei determinanti della qualità.
Le specificità del settore sono varie, dato che non si tratta di un «prodotto di consumo» ma di un bisogno elementare della popolazione. Aspetti sociali, psicologici ed emozionali devono essere presi in conto nella misura in cui sono importanti per il benessere del paziente.

## Sviluppo
L'interesse per la scienza dell'amministrazione sanitaria, nel senso moderno del termine, si è sviluppato per varie ragioni. D'una parte le esigenze rispetto alla qualità dell'offerta di servizi sanitari è cresciuta. Allo stesso tempo, la pressione sui bilanci statali ha avuto delle conseguenze rispetto ai mezzi finanziari disponibili per il settore sanitario pubblico. Infine, la direzione seguita dalla politica economica – che privilegia la globalizzazione – rafforza la necessità di tener conto della competitività e avvicina il modo di gestire le aziende pubbliche e private.

## Formazione e studi
Per sua natura l'amministrazione sanitaria è una disciplina giuridico-economica. Come tale, essa si propone quale specializzazione, a seguito di studi universitari di natura giuridica o economico-aziendale, per coloro i quali hanno interesse verso la carriera amministrativa all'interno di aziende sanitarie pubbliche o private. Varie università italiane offrono programmi di formazione specifici soprattutto a livello di master universitari.